# Powłoki ochronne
Powłoka ochronna – warstwa wytworzona na powierzchni metalu lub innego materiału konstrukcyjnego w celu zabezpieczenia go przed korozją. Powłoki są klasyfikowane na podstawie:
- mechanizmu ochrony (np. izolacyjne, anodowe, katodowe)
- sposobu nanoszenia (np. chemiczne, dyfuzyjne, zanurzeniowe)
- składu (np. tlenkowe, metaliczne, smarowe)
- trwałości (np. czasowe)

## Powłoki ochronne
Wyróżnia się powłoki:
- anodowe – wykazujące w danym środowisku korozyjnym niższy potencjał niż potencjał chronionego metalu
- chemiczne – otrzymywane w wyniku reakcji chemicznej metalu z odpowiednimi roztworami bez udziału prądu elektrycznego
- czasowe – nakładane na metal lub wytwarzane w reakcjach chemicznych zachodzących na powierzchni; utrzymują się tylko przez określony czas, np. czas transportu i magazynowania
- dyfuzyjne – otrzymywane przez dyfuzję atomów substancji chroniącej od chronionego metalu (np. nawęglanie, azotowanie, węgloazotowanie, tytanowanie, kaloryzowanie)
- elektrolityczne (galwaniczne) – wytwarzane na powierzchni metalu metodą galwanizacji
- emaliarskie – otrzymywane przez nałożenie na chroniony metal substancji niemetalicznej (najczęściej są to związki krzemianowe), która jest później stapiana przez wypalanie
- katodowe – wykazujące w danym środowisku korozyjnym wyższy potencjał niż potencjał chronionego metalu
- kondensacyjne – otrzymywane przez redukcję metalu bez stosowania zewnętrznego źródła prądu elektrycznego
- konwersyjne – wytworzone na powierzchni metalu w wyniku obróbki chemicznej lub elektrochemicznej (np. fosforanowanie)
- malarskie – otrzymywane przez lakierowanie wyrobów
- metalizacyjne – otrzymywane na powierzchni metalu metodą metalizacji natryskowej oraz platerowanie
- niemetaliczne izolujące – oddzielające  metal od środowiska korozyjnego warstwą niemetaliczną
- pasywacyjne – wytworzone na metalach szczelne warstwy produktów ich reakcji  z substancjami aktywnymi chemicznie, występującymi w środowisku (proces pasywacji)
- smarowe – otrzymywane przez nałożenie na metal niewysychającej warstwy smaru
- tlenkowo-anodowe – otrzymywane przez elektrochemiczne utlenianie metalu w procesie anodowania
- zanurzeniowe (ogniowe) – otrzymywane przez zanurzenie chronionego wyrobu metalowego w innym roztopionym metalu chroniącym (np. cynk na wyrobach stalowych jest aktywną powłoką anodową, co oznacza, że po uszkodzeniu jej ciągłości podłoże nadal jest chronione jako katoda)